# Zelia ruficauda
Zelia ruficauda är en tvåvingeart som först beskrevs av Henry J. Reinhard 1946.  Zelia ruficauda ingår i släktet Zelia och familjen parasitflugor.
Artens utbredningsområde är New York. Inga underarter finns listade i Catalogue of Life.